# سيس غروت
سيس غروت (بالهولندية: Cees Groot)‏ هو لاعب كرة قدم هولندي، ولد في 29 يونيو 1932 في زانديك ‏ في هولندا، وتوفي في 15 مارس 1988 في Sauerland ‏ في ألمانيا. لعب مع أياكس أمستردام وإي زد ألكمار ونادي هيرنفين.

## وصلات خارجية
- سيس غروت على موقع قاعدة بيانات كرة القدم.إي يو (الإنجليزية)
- سيس غروت على موقع عالم كرة القدم.نت (الإنجليزية)